# ریچار سمون
ریچار سمون (انگلیسی: Richard Semon; ۲۲ اوت ۱۸۵۹ – ۲۷ دسامبر ۱۹۱۸) جانورشناس، استاد دانشگاه، پزشک، روان‌شناس، کالبدشناس، و زیست‌شناس اهل امپراتوری آلمان بود.